# Schönwettersegel

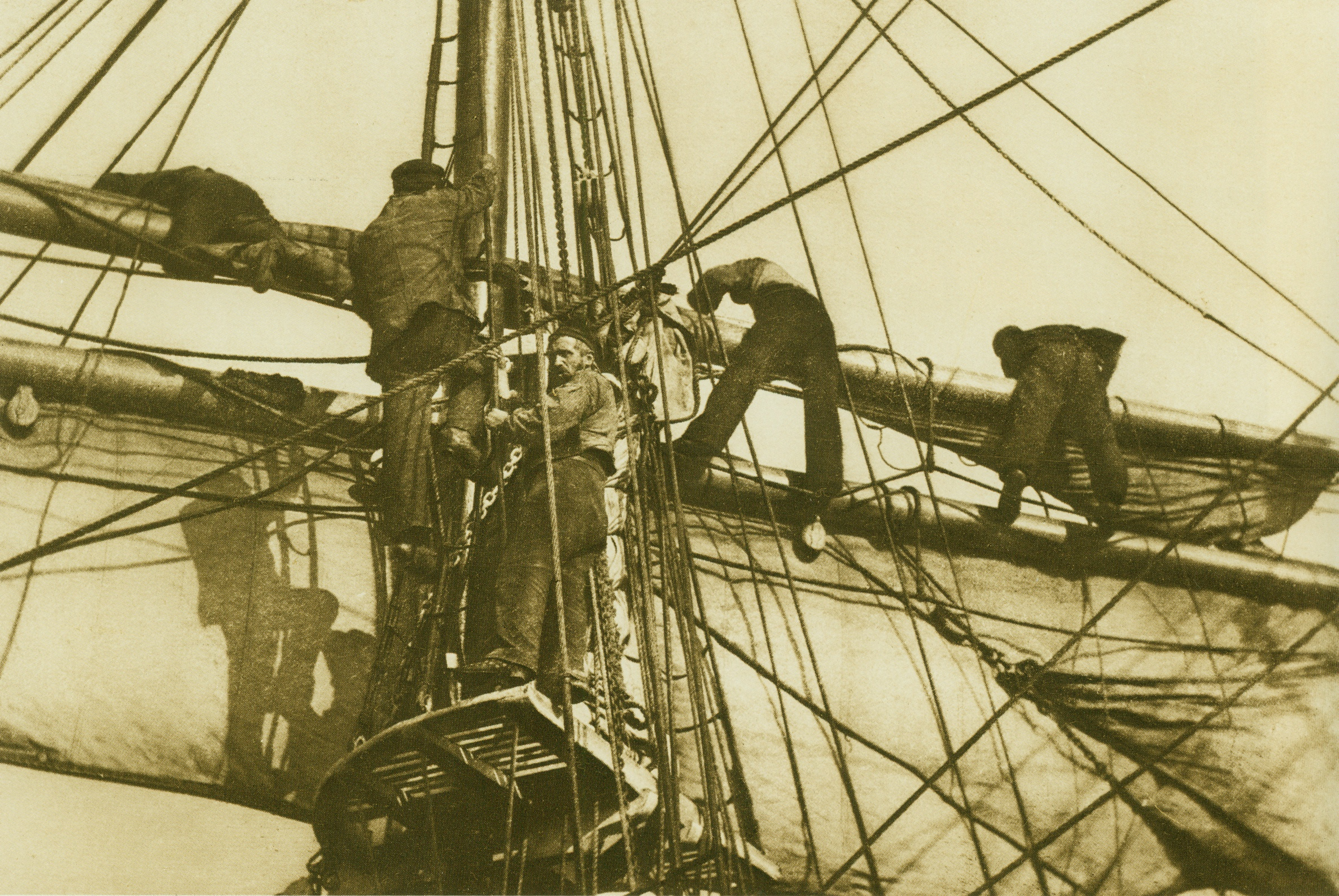
Matrosen im Mast bei einem Segelmanöver um 1895

Schönwettersegel, auch Passatsegel genannt, werden bei leichten Wind- und Wetterverhältnissen von Segelfahrzeugen aller Art (bis hin zu den Yachten) gefahren.
Diese recht leichten Segel werden eingesetzt, um die sehr viel stärkeren Schlechtwettersegel, die selbst Orkanen gewachsen sind, nicht zu schnell zu verschleißen, damit Geld gespart und zusätzlich die Sicherheit erhöht wird, denn zu abgenutztes Segeltuch kann an Sturmtagen für Mann und Schiff sehr gefährlich werden.
Besonders in den Zeiten der großen Segelschifffahrt war das Wechseln der Segel eine oft geübte Praxis und Notwendigkeit. Auf ihren weiten Handelswegen kamen die Schiffe damals durch viele Klimazonen der Erde, in denen die unterschiedlichsten Wetterbedingungen herrschten. Und so fuhren sie denn zum Beispiel in den Tropen durch die Passatzonen und den dazwischen liegenden Kalmengürtel mit Schönwettersegeln, um die wertvolleren Schlechtwettersegel für die Fahrt in stürmischen Breiten (wie zum Beispiel den Brüllenden Vierzigern) zu schonen. Für die Seeleute war das wiederholte Wechseln der Segel nicht nur eine harte Arbeit, sondern auch so etwas wie ein Sportereignis, in dem die einzelnen Wachen darum kämpften, welche von ihnen an ihrem Mast die Segel zuerst an- oder abgeschlagen hatte.
Bemerkenswert an den Schönwettersegeln ist weiter noch, dass sie wegen ihrer Leichtigkeit den schwachen Wind gut aufnehmen und hier viel effektiver sind als die schweren Schlechtwettersegel, die in ihm nur träge dahängen und sich kaum aufblähen. Ein weiterer Vorteil ihrer Leichtigkeit ist, dass sie gut zu handhaben sind, was bei kleineren Segelschiffen wie Yachten sehr wichtig ist, wenn zum Beispiel bei plötzlich stärker werdendem Wind bestimmte Segel schnell eingeholt werden müssen.